# Armée de la Shenandoah (Union)

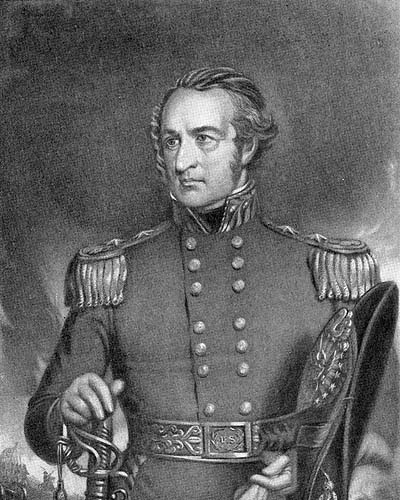
Major-général Robert Patterson, premier commandant de l'Armée de la Shenandoah.

Pour l’article homonyme, voir Armée de la Shenandoah.
L'armée de la Shenandoah (Army of the Shenandoah en anglais) est l'une des armées de l'Union au cours de la Guerre de Sécession. D'abord organisée en 1861, puis dissoute, elle est surtout connue pour sa reformation sous l'impulsion de Philip Sheridan, en 1864. Elle a joué un rôle crucial dans les derniers jours de la guerre, pendant les campagnes de la vallée de Shenandoah (1864).
Elle ne doit pas être confondue avec l'armée confédérée du même nom, l'Armée de la Shenandoah (Confédérée), créée à Harpers Ferry et dont le général Joseph E. Johnston fut l'un des commandants.

## Historique

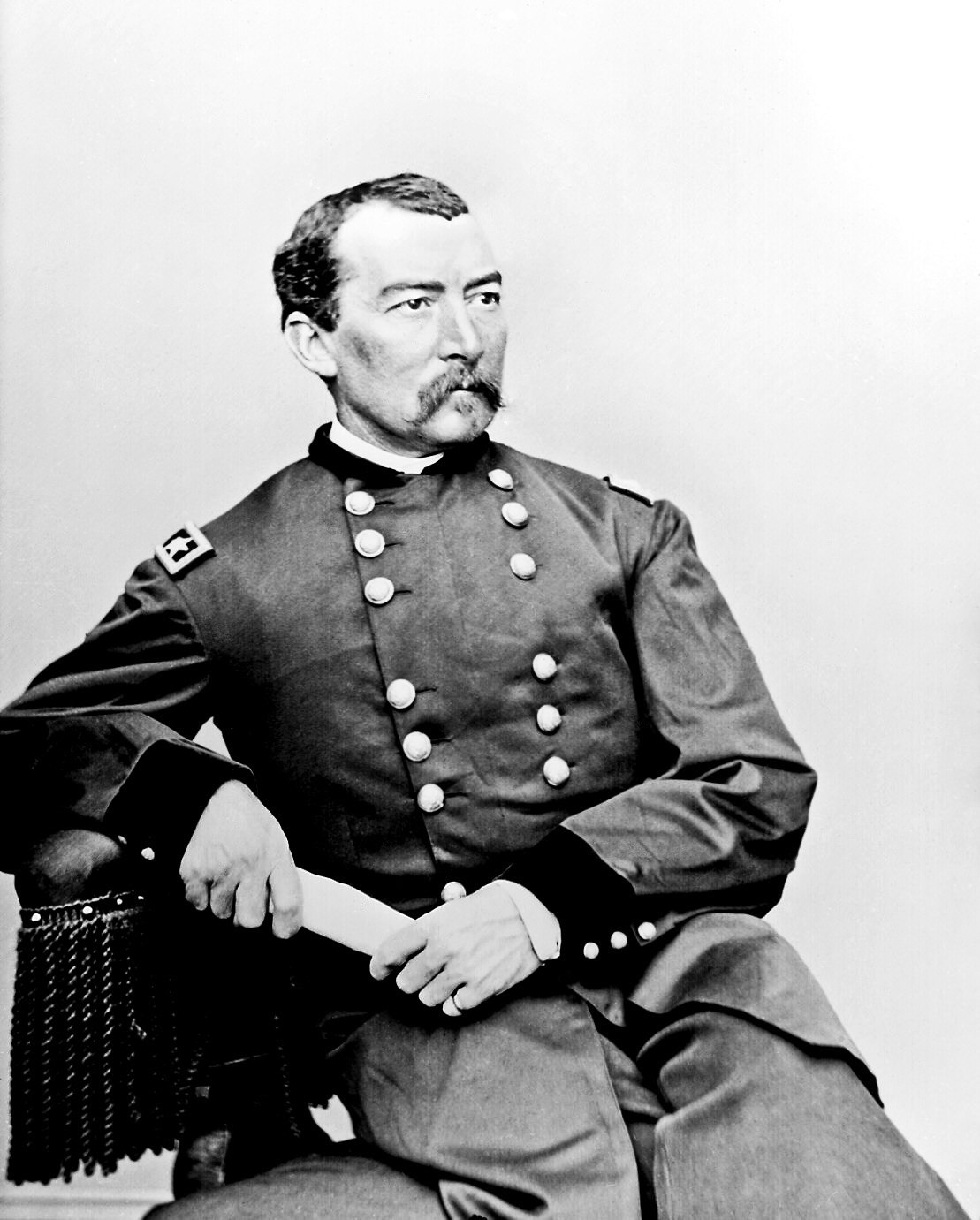
portrait de Philip Seridan en 1865

Une première force armée de l'Union reçut le nom d'Armée de la Shenandoah en 1861, sous le commandement de Robert Patterson, mais ne connut que peu les champs de bataille, avant d'être finalement dissoute sur l'ordre du général en chef Winfield Scott.
Cette armée est recréée le 7 juillet 1864, sur l'ordre d'Ulysses S. Grant, en réponse à un raid mené par Jubal Early et de son armée de 15 000 hommes sur Washington, et surtout de la défaite qu'il imposa à l'Union à la bataille de Monocacy Junction. La nouvelle armée de la Shenandoah est composée du VIe Corps commandé par Horatio G. Wright, du XIXe Corps de William H. Emory, et de l 'Armée de la Virginie de l'Ouest (VIIIe Corps) de George Crook. L'armée est placée sous le commandement de Sheridan avec ordre de repousser Early, de contrer la guérilla confédérée, et de faire pression sur le front dans la Vallée de Shenandoah, en Virginie.
Early, stratège rusé, maintient sa troupe en mouvement pour ne pas se laisser piéger par Sheridan et sa troupe largement supérieure en nombre. Si le raid d'Early ne se concrétise pas jusqu'ici par des victoires éclatantes, il a au moins le mérite de remonter le moral du Sud. Le général confédéré Robert E. Lee en arrive à la conclusion que la petite armée d'Early a fait tout ce qui lui était possible, et finit par donner l'ordre à Early de renvoyer deux de ses divisions à Richmond, et d'utiliser ce qui lui reste pour faire courir Sheridan. Apprenant cela, Sheridan décide de laisser le temps à Early d'affaiblir lui-même sa troupe, avant de l'accrocher à la bataille d'Opequon (également appelée Troisième bataille de Winchester) le 19 septembre, puis à nouveau le 20 septembre à la Bataille de Fisher's Hill.
Après ces affrontements, la petite force armée d'Early est hors de combat, et Sheridan applique son deuxième ordre de mission, en détruisant les capacités agricoles et industrielles de la Vallée de Shenandoah, en incendiant les fermes et plus de 2000 usines.
Mais face à la menace que fait maintenant peser Sheridan et son Armée de la Shenandoah forte de 31 000 hommes, pousse les confédérés à reformer l'armée d'Early et l'envoient pourchasser l'armée de Sheridan. Après une victoire décisive de la cavalerie du brigadier-général George Armstrong Custer sur ses poursuivants, à la Bataille de Tom's Brook, la petite armée d'Early  lance une attaque surprise contre Sheridan lors de la bataille de Cedar Creek le 19 octobre. Cette bataille est remportée par les confédérés, mais ils sont bientôt repoussés hors de la vallée par la contre-attaque de l'Union qui prend ainsi définitivement le contrôle de la vallée de Shenandoah.
À la suite de cette victoire, des portions de l'armée de la Shenandoah sont détachées auprès de Grant  à Pétersburg et Sherman en Géorgie. Sheridan lui-même rejoint Grant, et le commandement de l'armée passe ensuite au Brigadier-général Torbert jusqu'au 27 juin 1865, lorsque l'armée est dissoute pour la dernière fois.

## Commandement
- Été 1861: major-général Robert Patterson

reconstitution
- 21 mai - 3 juillet 1864 : major-général David Hunter
- 7 août - 16 octobre 1864: major-général Philip Sheridan
- 16 octobre - 19 octobre 1864: major-général Horatio G. Wright
- 19 octobre 1864 - 22 avril 1865: major-général Philip Sheridan
- 22 avril - 27 juin 1865: brigadier-général Alfred Thomas Torbert

## Principaux engagements
- 19 septembre 1864: Troisième bataille de Winchester (Bataille d'Opequon) (Sheridan)
- 20 septembre - 21 septembre: Bataille de Fisher's Hill (Sheridan)
- 9 octobre: Bataille de Tom's Brook (Sheridan)
- 19 octobre: Bataille de Cedar Creek (Wright, Sheridan)
- Avril 1865: Campagne d'Appomattox (Torbert)